# Оофагия
Оофа́гия (от греч. ωόν — яйцо и φάγος — пожираю) — у животных поедание яиц.

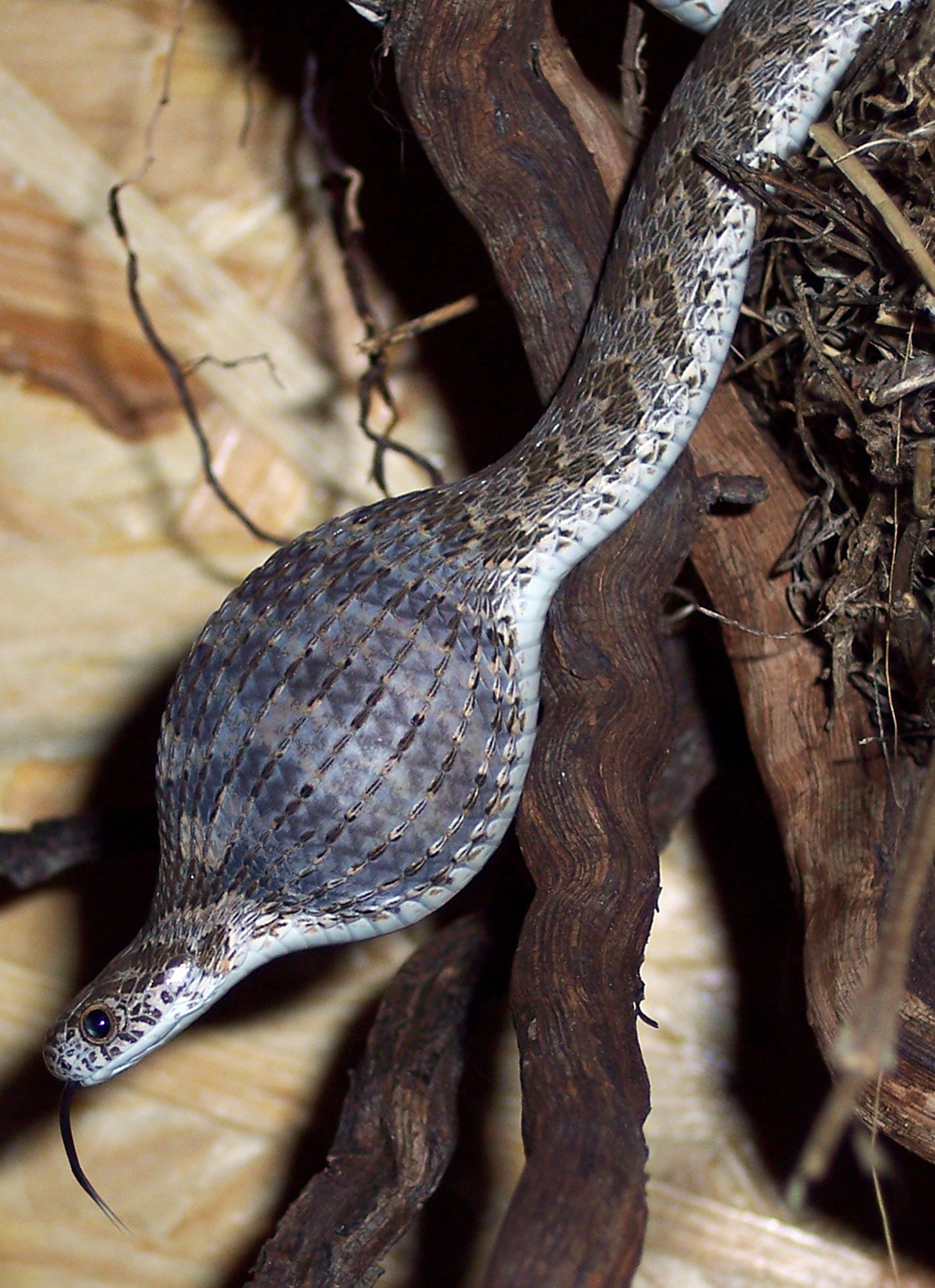
Яичная змея, проглотившая птичье яйцо

Оофагия имеет различные проявления. У разных видов происходит поедание яиц своего или чужого вида. В первом случае оофагия является проявлением каннибализма. Жуки мучного хрущака (Tenebrio) поедают свои яйца при высокой плотности популяции, сдерживая тем самым её рост. К оофагии склонен один из видов ос — Polistes biglumis. Тритоны поедают яйца как своего вида, так и яйца рыб. Икрой (яйцами) других видов рыб периодически питаются многие виды рыб. Например, пикша весной в большом количестве уничтожает икру сельди.
Поедание птичьих яиц встречается среди различных животных. Многие виды змей рода Elaphe специализируются на питании птичьими яйцами. Скорлупу яиц они продавливают через стенку пищевода нижними отростками позвонков и всасывают содержимое яйца. Среди птиц малайский орел-яйцеед (Ictinaetus malayensis) потребляет птичьи яйца, которые он забирает из чужих гнезд. Периодически яйцами других видов питаются многие виды птиц и млекопитающих.
Внутриутробная оофагия заключается в поедании эмбрионом неоплодотворённых яиц или других эмбрионов.
Это явление встречается у всех акул отряда ламнообразных, а также отмечается у таких видов акул, как акула-мако, большеглазая лисья акула, пелагическая лисья акула, атлантическая сельдевая акула, ржавая акула-нянька, а также у представителей семейства ложнокуньи акулы.
Чаще явление внутриутробной оофагии встречается у акулы длинноплавниковый мако, рожающей только двух молодых акул, которые поедают все другие яйца и эмбрионы. У песчаной акулы Odontaspis taurus количество яиц в яичнике достигает 24 тыс. (их общая масса составляет 2,5 кг), они находятся в яйцевых капсулах, каждая из которых содержит около 20 яиц. Внутриутробное развитие эмбрионов начинается довольно рано — при длине 4—5 см. На начальных этапах развития зародыш использует питательные вещества желточного мешка, для дальнейшего его развития ему необходимо большее количество пищи. Эмбрионы длиной 17 см по форме тела и развития зубного аппарата не отличаются от взрослых акул. Наблюдение за живыми эмбрионами длиной около 26 см показали, что они активно перемещаются в полостной жидкости среди полностью или частично съеденных яйцевых капсул.